# Núi Aragats
Núi Aragats (tiếng Armenia: Արագած, phát âm [aɾaˈgats]) là một dãy núi lửa có đỉnh núi lửa bốn đỉnh ở Armenia. Đỉnh ở phía Bắc của nó có độ cao 4.090 m (13.420 ft) so với mực nước biển, là điểm cao nhất của dãy núi Tiểu Kavkaz và Armenia. Đây cũng là một trong những điểm cao nhất của sơn nguyên Armenia.
Khối núi Aragats bao quanh bởi sông Kasagh ở phía đông, sông Akhurian ở phía tây, đồng bằng Ararat ở phía nam và đồng bằng Shirak ở phía bắc. Khối núi có chu vi khoảng 200 km (120 dặm), và có diện tích 6.000 km 2 (2.300 dặm vuông), chiếm cỡ 1/5 tổng diện tích của Armenia. Khoảng 944 km² (364 sq mi) của dãy núi này nằm độ cao trên 2.000 m (6.600 ft).